# Kamyschlow
Kamyschlow (russisch Камышлов) ist eine Stadt in der Oblast Swerdlowsk in Russland mit 26.870 Einwohnern (Stand 14. Oktober 2010).

## Geografie

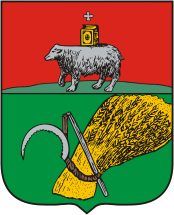
Altes Stadtwappen (1783)

Die Stadt liegt im Westen des Westsibirischen Tieflandes, etwa 140 km östlich der Oblasthauptstadt Jekaterinburg am linken Ufer der Pyschma, eines rechten Nebenflusses der Tura im Flusssystem des Ob.
Kamyschlow ist Zentrum eines gleichnamigen Stadtkreises.
Die Stadt liegt an der 1885 eröffneten Eisenbahnstrecke Swerdlowsk – Tjumen (die mit der Weiterführung von Tjumen nach Omsk 1913 zu einem Teilstück der nördlichen Route der Transsibirischen Eisenbahn wurde).

## Geschichte
Der Ort wurde 1668 als Ostrog Kamyschewski gegründet, benannt nach dem hier in die Pyschma mündenden Flüsschen Kamyschlowka bzw. Kamyschenka (vom tatarischen und russischen Wort für Simsen). Ab 1687 wurde der Ort Kamyschlowskaja Sloboda genannt. Ab dem 18. Jahrhundert verlief der Westabschnitt des Sibirischen Traktes durch den Ort, der sich zu einem bedeutenden Handelszentrum insbesondere für Getreide entwickelte und dies auch bis zum Beginn des 20. Jahrhunderts blieb (vgl. Stadtwappen). 1781 erhielt der Ort Stadtrecht.
Als sich im Herbst 1957 der Kyschtym-Unfall in der kerntechnischen Anlage Majak ereignete, erreichten Ausläufer der radioaktiven Wolke die Stadt.

### Bevölkerungsentwicklung
| Jahr | Einwohner |
| ---- | --------- |
| 1897 | 8.210     |
| 1926 | 9.900     |
| 1939 | 17.516    |
| 1959 | 30.137    |
| 1970 | 30.770    |
| 1979 | 31.939    |
| 1989 | 33.462    |
| 2002 | 28.914    |
| 2010 | 26.870    |

Anmerkung: Volkszählungsdaten (1926 gerundet)

## Kultur und Sehenswürdigkeiten
In Kamyschlow sind verschiedene Bauwerke aus dem 19. Jahrhundert und vom Anfang des 20. Jahrhunderts erhalten, so die Mariä-Schutz-und-Fürbitte-Kathedrale (Покровский собор/ Pokrowski sobor), die Gebäude der Druckerei und des ehemaligen Gymnasiums, der Jugendstil-Empfangsgebäude des Bahnhofs sowie Kaufmannshäuser entlang der Karl-Marx-Straße (uliza Karla Marksa).
Die Stadt besitzt ein Geschichts- und Heimatmuseum.
Sieben Kilometer westlich der Stadt liegt der 1871 eröffnete balneologisch-klimatische Kurort Obuchowo.

## Wirtschaft
Hauptwirtschaftszweige in Kamyschlow sind Leicht- und Lebensmittelindustrie sowie Bauwirtschaft.